# بازاریابی عصبی
بازاریابی عصبی یا عصب پایه (به انگلیسی: neuromarketing) عبارت است از کاربرد ابزار، دست‌آوردها و آزمون‌های برآمده از رشته‌های علمی روان‌شناسی و علوم مغز و اعصاب و عصب‌شناسی به منظور اندازه‌گیری و سنجش واکنش‌های زیستی در مواجهه با محرک‌های بازاریابی (راهبردهای بازاریابی، ارتباطات، تبلیغات، محصولات جدید و محصولات موجود). محققان از تکنولوژی‌هایی مانند اف‌ام‌آرآی برای سنجش تغییرات در قسمت‌های مختلف مغز و نوار مغزی برای سنجش فعالیت در بخش مشخصی از مغز استفاده می‌کنند تا نحوه تصمیم‌گیری مشتریان و قسمت‌های مرتبط به تصمیم‌گیری در مغز را مطالعه کنند. شرکت‌های بزرگ برای پیش‌بینی رفتار مشتری آزمایشگاه‌های فعال در حوزه نورومارکتینگ تأسیس کرده‌اند یا با بخش‌های دانشگاهی وارد تعامل شده‌اند.
در علوم رفتاری انجام تصدیق از طریق یک روش مهندسی و دقیق به عنوان یک خلاء همواره مطرح است، روشهای رایج در ارزیابی آمیخته بازاریابی قبل از تولید، تبلیغات و ...، دقیق، جامع و قابل اعتماد نبوده و همواره نتایج صحه گذاری از طریق روند فروش و بررسی رفتار مصرف کنندگان ضعف تصدیق را نشان می دهد که ماحصل این کمبود از دست دادن مشتری و هزینه های طراحی و تولید را به‌دنبال خواهد داشت، ولی حضور علم میان رشته ای بازاریابی عصب پایه یا نورومارکتینگ این خلاء را کاملا پوشش داده است. بازاریابی عصب پایه تلفیقی از علم بازاریابی و علم اعصاب است که با مطالعه مغز از طریق ابزارهای توسعه یافته هوش مصنوعی مطرح شده و با داده های دقیقی که ارائه می دهد به سرعت به عنوان یک رویکرد استراتژیک به منظور تحلیل رفتار مصرف کنندگان در سازمانهای مشتری مدار در حال رشد است.
نورومارکتینگ نوید دهنده نوع جدیدی از بازاریابی است که کاملاً ماهیت میان رشته‌ای دارد. جایی که علوم مدیریت، عصب‌شناسی، روانشناسی و شاید هم به نوعی هنر به هم پیوند می‌خورند.
به بیان ساده بازاریابی عصبی پژوهش مبنایی رفتار مصرف‌کننده با استفاده از ابزار علمی مدرن و دقیق (به ویژه ابزار پزشکی) است.

## کاربرد بازاریابی عصبی
بازاریابی عصبی برای مصرف‌کنندگان و لذا برای برندها مفید است چون در این دوران به تشخیص این مسئله کمک می‌کند که منشأ واکنش واقعی مصرف‌کننده کجاست یعنی همان مغز او. بازاریابی عصبی در ارائه یک درونداد دیگر به تحلیل کمی و کیفی که هرگز دست از کامل شدن برنمی‌دارد به پژوهش‌ها کمک می‌کند، و فروشندگانی که می‌توانند به‌طور خلاقانه از این سازوکار جدید استفاده کنند دچار نقص و کاستی استعداد نمی‌باشند.هدف و کاربرد بازاریابی عصبی یا نورو مارکتینگ بهبود ارتباطات مشتری و کمپین های بازاریابی، با استفاده از ابزارهایی از قبیل علوم اعصاب، روانشناسی و علوم رفتاری است.
با ردیاب چشم که یکی از مهمترین ابزارهای بازاریابی عصبی می‌باشد می‌توان اثربخشی تبلیغات را به لحاظ بصری بالا برد. از داده های کمی ردیاب چشم می توان برای مدل سازی رفتاری باهوش مصنوعی، دقت تصمیم گیری برای طراحی خدمات و محصولات را بالا برد. همچنین از طریق الکتروانسفالوگرافی و رمزگشایی چهره می‌توان شناسایی دقیقی از عناصر هیجانی مصرف‌کنندگان داشت. ابزارهای بازاریابی عصبی با توجه به دقت بالا و قدرت تفکیک‌پذیری این امکان را به محققان می‌دهند تا با توجه به هر متغیری بتوان تأثیر آن را بر مصرف‌کنندگان از طریق موقعیت‌یابی عصبی کشف نمود.

## بازاریابی عصبی دیجیتال
بازاریابی عصبی دیجیتال یا دیجیتال نورومارکتینگ که تلفیقی از علوم بازاریابی، عصب‌شناسی، روانشناسی، علوم شناختی انسان و انقلاب چهارم صنعتی است، به شما و کسب کارتان کمک می‌کند تا حدس و گمان را از اقدامات بازاریابی و تبلیغات تان حذف کنید و شما را به بینشی مجهز کند که تک تک هزینه‌هایی که برای تبلیغات دیجیتال کرده‌اید را بسیار قابل پیش‌بینی تر کرده به جیبتان بازگردد. شما با استفاده از ابزارهای دیجیتال نورومارکتینگ به آمار خیره کننده ای از افزایش نرخ تبدیل و فروش استثنایی از طریق تأثیر بر مغز مخاطب دست خواهید یافت.
اصول روان‌شناسی بازاریابی دیجیتال، بهینه‌سازیِ نرخِ تبدیل، روان‌شناسی طراحیِ وب، ترغیب مخاطب در فضای دیجیتال و روان‌شناسی تبلیغاتِ پولی و شناخت پرسونای برند و پرسونای مخاطب از مباحث عمده بازاریابی عصبی دیجیتال می‌باشند.

### شناخت بیشتر مغز انسان
مغز انسان از سه بخش مجزا اما به هم پیوسته تشکیل شده‌است. کشفیات اخیر در مغز انسان حاکی از آن است که انسان در تصمیم‌گیری از این سه بخش استفاده می‌کند.
1. مغز جدید یا قشر مغز: این بخش از مغز داده‌های منطقی را پردازش می‌کند؛ و استنباط‌های خود را در اختیار دو بخش دیگر قرار می‌دهد.
2. میان‌مغز: این ناحیه از مغز وظیفه پردازش هیجان و احساسات را بر عهده دارد. مغز میانی نیز حاصل کار خود را در اختیار دیگر اجزا قرار می‌دهد.
3. مغز قدیم یا خزنده: این مغز، مغز جنگنده است. آن هم از این نظر که این مغز با مقوله بقای بشر و حفظ آن سر و کار دارد؛ و از این جهت به خزنده معروف که خزندگان به عنوان قدیمی‌ترین گونه زنده موجود در جهان، طی میلیون‌ها سال در تداوم حیات خود موفق عمل کرده‌اند.

مغز خزنده از دو مغز دیگر درونداد می‌گیرد اما تصمیم آخر را مغز خزنده می‌گیرد. تصمیم‌گیری این مغز بر اساس غرایزی مثل حفظ بقاست.